# José José, el príncipe de la canción
 (septembre 2024).
Si vous disposez d'ouvrages ou d'articles de référence ou si vous connaissez des sites web de qualité traitant du thème abordé ici, merci de compléter l'article en donnant les références utiles à sa vérifiabilité et en les liant à la section « Notes et références ».
José José, el príncipe de la canción est une telenovela biographique hispanophone américaine diffusée entre le 15 janvier 2018 et le 6 avril 2018 sur Telemundo. Elle est basée sur la vie du chanteur mexicain José José. Alejandro de la Madrid joue le rôle principal.

## Synopsis
Cette fiction biographique raconte le parcours exceptionnel du chanteur mexicain José José, tirée de faits réels.

## Distribution
- Alejandro de la Madrid : José José
- María Fernanda Yepes/Alpha Acosta : Anel
- Itatí Cantoral : Natalia "Kiki" Herrera
- Rosa María Bianchi : Margarita Ortiz
- Damián Alcázar : José Sosa Esquivel
- Danna Paola : Lucero
- Ana Ofelia Murguía : Carmelita
- Juan Carlos Colombo : Carlos Herrera Calles
- Raquel Pankowsky
- Carlos Bonavides : Don Manuel Gómez
- Silvia Mariscal
- Jorge Jiménez : Abel Solares
- Carlos Athié : Pedro Salas
- Manuel Balbi : Nacho
- Gonzalo Vega Jr. : José José (jeune)
- Mauricio Isaac : Chumo
- Axel Arenas : Gonzalo Sosa
- Sylvia Sáenz : La Güera
- Yunuen Pardo : Mili Graf
- José Angel Bichir : Manuel Noreña Grass
- Pedro de Tavira : Alfonso Lira
- Ricardo Polanco : La Jorja
- Alejandro Calva : Toño Camacho
- Ariana Ron Pedrique : Laurita
- José María Galeano
- Gabriel Navarro : Jorge Landa
- Fernanda Echeverria
- Yolanda Abbud : La Negra
- Malillany Marín : Sara Salazar
- Ana Layevska : Christian Bach

## Production

### Contexte
La préparation de la production de cette série a été confirmée en 2012 sous le titre de Nace un ídolo, mais ce n'est que 5 ans plus tard qu'elle a été confirmée par une conférence de presse de Telemundo pour la saison 2017-2018 à la télévision. 

### Promotion
Le premier teaser de la série a été montré pour la première fois en août 2017, tandis que le tournage de la série a été lancée sur Telemundo le 19 décembre 2017, pendant la diffusion de la quatrième saison de Señora Acero, au cours de cette même période, il a également été révélé qu'elle sera diffusée sur Telemundo à partir du 15 janvier 2018. Les trois premiers épisodes ont été publiés en ligne le 1er janvier 2018.